# Édouard Delessert

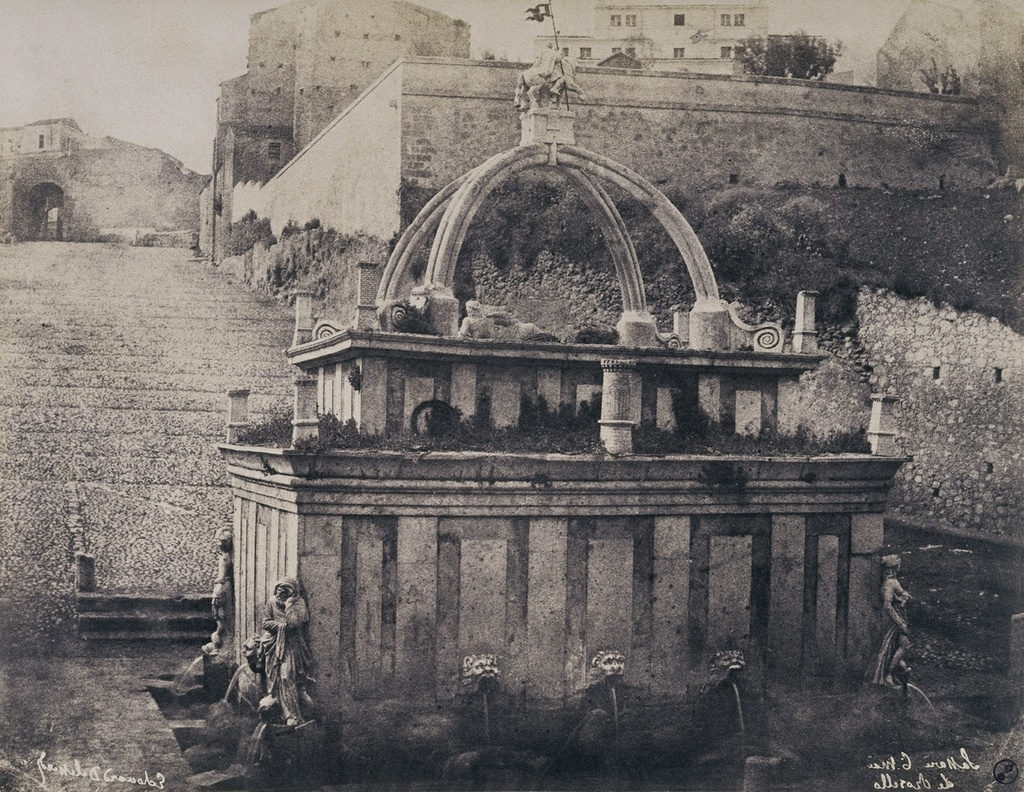
La Fontana del Rosello a Sassari in una foto del Delessert

Édouard Alexandre Henri Delessert (Parigi, 15 dicembre 1828 – Parigi, 27 marzo 1898) è stato un pittore e fotografo francese.

## Biografia
Nato presso una famiglia di banchieri calvinisti originari di Ginevra ma residenti a Parigi, figlio di Gabriel Delessert (1786 – 1858),  Édouard Delessert fu una personalità poliedrica, dedicandosi alla pittura, all'archeologia e fu, con il cugino Benjamin Delessert, pioniere della fotografia.
Nei suoi numerosi viaggi, Siria, Turchia, Grecia, Sardegna e  Italia, dedica numerosi reportage fotografici ai luoghi da lui visitati. Fu collaboratore della "Revue de Paris" .
Morì senza discendenza.

## Opere principali
- "Une nuit dans la cité de Londres", 1854
- "Sei settimane sull'isola di Sardegna", 1855

## Dipinti principali
- Ritratto di Jean-Léon Gérôme